# Giemzówek
Giemzówek – wieś w Polsce położona w województwie łódzkim, w powiecie łódzkim wschodnim, w gminie Brójce. Miejscowość wchodzi w skład sołectwa Przypusta.
Giemzówek to wieś o charakterze jednorzędówki, usytuowanej wzdłuż drogi wojewódzkiej 714, ze słabo zwartą zabudową. Na posesji nr 3 dawny kościół ewangelicki – obecnie kaplica rzymskokatolicka.
W latach 1975–1998 miejscowość należała administracyjnie do ówczesnego województwa łódzkiego.